# Anaplectoidea notata
Anaplectoidea notata är en kackerlacksart som beskrevs av Robert Walter Campbell Shelford 1909. Anaplectoidea notata ingår i släktet Anaplectoidea och familjen småkackerlackor.
Artens utbredningsområde är Vietnam. Inga underarter finns listade i Catalogue of Life.